# Schwülper
Schwülper är en kommun i Landkreis Gifhorn i förbundslandet Niedersachsen i Tyskland. 
Kommunen bildades 1 mars 1974 genom en sammanslagning av de tidigare kommunerna Groß Schwülper, Klein Schwülper, Lagesbüttel och Walle.
Kommunen ingår i kommunalförbundet Samtgemeinde Papenteich tillsammans med ytterligare fem kommuner.